# Mandy Haase
Pour les articles homonymes, voir Haase.
Mandy Haase, née le 25 juin 1982 à Leipzig, est une joueuse de hockey sur gazon allemande.

## Carrière
Mandy Haase fait partie de l'équipe d'Allemagne de hockey sur gazon féminin sacrée championne olympique aux Jeux olympiques de 2004 à Athènes. Elle est aussi présente lors des Jeux olympiques de 2008 à Pékin, où l'Allemagne termine quatrième et lors des Jeux olympiques de 2012 à Londres sanctionnés par une septième place.